# Термидориански преврат
Термидориански преврат е държавен преврат, извършен на 27 юли 1794 (9 термидор от II година според републиканския календар) във Франция, водещ до свалянето на якобинската диктатура и установяването на Директорията (1795 – 1799). Робеспиер е екзекутиран заедно с неговите съмишленици. Ликвидирана е Парижката комуна (1789 – 1794). Закрит е Якобинският клуб. Властта се поема от жирондистите.
Превратът е предприет от група якобинци, членове на Конвента, недоволни от политиката на Робеспиер и преди всичко, по различни причини страхуващи се за своята лична безопасност. В групата на заговорниците, известни по-нататък като термидорианци, влизат оцелели ебертисти (Коло д’Арбоа, Бийо-Варен, Вадие) и дантонистите (Бурдон от Уаза, Станислас Ровер, Лежандър), а също и лица, заплашени от репресии за корупция и злоупотреба с власт, отзовани комисари от Конвента, които се превръщат в най-активните участници в заговора: Пол Барас, Жан-Ламбер Талиен, Фрерон, Жозеф Фуше, Жан-Батист Карие.